# Monika Kongsgaard
Monika Kongsgaard (født 26. juli 1988) er en tidligere dansk håndboldspiller, som har spillet i flere danske klubber bl.a. Skanderborg Håndbold, Silkeborg-Voel KFUM og TTH Holstebro.